# Ранчо Мираж (Калифорнија)
Ранчо Мираж (енгл. Rancho Mirage) град је у америчкој савезној држави Калифорнија. По попису становништва из 2010. у њему је живело 17.218 становника.

## Демографија
Према попису становништва из 2010. у граду је живело 17.218 становника, што је 3.969 (30,0%) становника више него 2000. године.
| Група             | 2000.          | 2010.          |
| Белци             | 11.559 (87,2%) | 14.065 (81,7%) |
| Афроамериканци    | 118 (0,9%)     | 256 (1,5%)     |
| Азијати           | 165 (1,2%)     | 651 (3,8%)     |
| Хиспаноамериканци | 1.251 (9,4%)   | 1.964 (11,4%)  |
| Укупно            | 13.249         | 17.218         |